# Карабай-Ивановка
Караба́й-Ива́новка (укр. Карабай-Іванівка, крымскотат. Qarabay İvanovka, Къарабай Ивановка) — исчезнувшее село в Советском районе Республики Крым, располагавшееся на востоке района, на реке Мокрый Индол, включённое в состав Речного; сейчас — северная часть опустевшего села.

## История
Впервые в доступных источниках поселение встречается в «…Памятной книжке Таврической губернии на 1902 год», согласно которой в Цюрихтальской волости Феодосийского уезда значится находящаяся в частном владении деревня Карабай-Ивановка с населением 19 человек в 4 домохозяйствах (все дворы с землёй). Из жителей было 8 мужчин и 11 женщин, которые владели 12 десятинами удобной земли. В хозяйствах имелось 3 лошади, 2 коровы и 3 головы овец, свиней, или коз. По Статистическому справочнику Таврической губернии. Ч.II-я. Статистический очерк, выпуск пятый Феодосийский уезд, 1915 год, в деревне Карабай-Ново-Ивановка Цюрихтальской волости Феодосийского уезда числилось 4 двора с русским населением в количестве 19 человек приписных жителей.
После установления в Крыму Советской власти, по постановлению Крымревкома № 206 «Об изменении административных границ» от 8 января 1921 года была упразднена волостная система и село вошло в состав Ичкинского района Феодосийского уезда, а в 1922 году уезды получили название округов. 11 октября 1923 года, согласно постановлению ВЦИК, в административное деление Крымской АССР были внесены изменения, в результате которых округа были отменены, Ичкинский район упразднили, включив в состав Феодосийского в состав которого включили и село. Согласно Списку населённых пунктов Крымской АССР по Всесоюзной переписи 17 декабря 1926 года, в селе Карабай-Ивановка, Эссен-Экинского сельсовета Феодосийского района, числилось 10 дворов, все крестьянские, население составляло 44 человека, все русские. Постановлением ВЦИК «О реорганизации сети районов Крымской АССР» от 30 октября 1930 года Феодосийский район был упразднён и был создан Сейтлерский район (по другим сведениям 15 сентября 1931 года) в который включили село, а с образованием в 1935 году Ичкинского — в состав нового района. По данным всесоюзной переписи населения 1939 года в селе проживало 68 человек.
Указом Президиума Верховного Совета РСФСР от 18 мая 1948 года, Карабай-Вальц и Карабай-Ивановку объединили под названием Речное.

### Динамика численности населения
- 1902 год — 19 чел.[5]
- 1915 год — 10/0 чел.[6][15]
- 1926 год — 44 чел.[10]
- 1939 год — 68 чел.[13]